# Georges Gauvreau
Georges Gauvreau (ur. 1866, zm. 1949) – przedsiębiorca filmowy i teatralny z Quebecu. 
Gauvreau odnosił sukcesy jako producent teatralny. W 1900 r. został szefem teatru Théâtre National. Kiedy kinematografia zaczęła zdobywać popularność, włączył ją do programu teatru. Z czasem zauważył, że popularność filmów robi się coraz większa, więc w 1907 r. zbudował w Montrealu luksusowe kino – Nationoscope. Jego sukces zachęcił również innych kanadyjskich przedsiębiorców do przenoszenia projekcji filmowych do specjalnie dla nich przeznaczonych lokacji. W 1910 r. Gauvreau sprzedał swoje kino i poświęcił się wyłącznie teatrowi. Zmarł w 1949 r. 